# ヴァシル・ステファニク

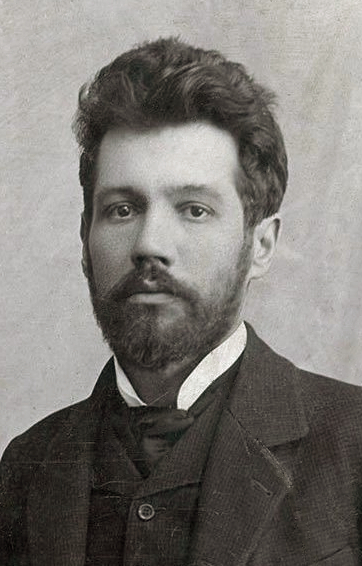
ヴァシル・セミョーノヴィチ・ステファニク

ヴァシル・セミョーノヴィチ・ステファニク（ウクライナ語: Васи́ль Семе́нович Стефа́ник、1871年5月14日 - 1936年12月7日）は、ウクライナの作家、政治家であり、ウクライナ文学における表現主義の先駆者として知られる人物である。彼の作品は、西ウクライナの農民の生活における困難、貧困、飢餓、絶望を描いており、短く痛烈な筆致で知られている。

## 生涯
ステファニクは、オーストリア帝国（現在のウクライナ）ガリツィアのスニヤティン近郊の村、ルシヴで裕福な農家の家庭に生まれた。彼はスニヤティンで学び、その後、1892年から1896年までリヴィウ大学で医学を学びた。大学では、イヴァン・フランコやその他のウクライナの作家や活動家と出会い、社会主義運動に参加するようになった。

## 文壇におけるキャリア
ステファニクは、1897年に最初の短編小説『石の十字架』を発表した。この作品は、故郷を離れてカナダに移住せざるをえなかった農民の物語であり、批評家の間で高く評価された。その後、彼は『青い本』（1900年）、『石の上の道』（1901年）、『母なる大地』（1905年）など、いくつかの短編集を発表した。

## 政治活動
ステファニクは政治的にも活動的であり、ウクライナの農民の権利のために戦った。彼は1908年から1918年までオーストリア議会で議員を務めた。第一次世界大戦中、彼はウクライナの独立を支持していた。

## 晩年と後世への影響
戦後、ステファニクは執筆活動から離れた。彼は1936年12月7日、ルシヴの自宅で亡くなった。ステファニクはウクライナ文学の巨人として記憶されており、彼の作品は多くの言語に翻訳されている。彼の生家は現在、博物館となっており、彼の生涯や作品が紹介されている。